# Виадук Руза
Виаду́к Руза́ (фр. Viaduc de Rouzat) — французский железнодорожный виадук через реку Сьюль, между коммунами Бег и Сен-Бонне-де-Рошфор в департаменте Алье. Сооружён в 1869 году компанией Гюстава Эйфеля на железнодорожной линии Коммантри — Ганна. Виадук внесён в список исторических памятников Франции.

## Расположение
Виадук расположен на железнодорожной линии Коммантри-Ганна, используемой линией Клермон-Ферран-Монлюсон через Ганна и линией Лион-Бордо (ныне закрытой), в месте пересечения реки Сьюль, в нескольких километрах к северо-западу от Ганна, в южной части департамента Алье. Он также пересекает дорогу D37 (из Ганна в Лализоль, через Сен-Боне-де-Рошфор), которая пересекает реку ниже по каменному мосту.
Виадук получил свое название от местечка Руза, над которым он возвышается; этот населённый пункт расположен на берегу реки Сьюль, по обе стороны от автомобильного моста, на правом берегу в коммуне Бег и на левом берегу в коммуне Сен-Боне-де-Рошфор.

## История
Компания Paris-Orléans, ответственная за строительство западной части соединения Лион — Бордо, первоначально запланированного Grand Central Railway Company, была руководителем проекта по возведению виадука. Проектировщиком был Вильгельм Нёрдлинг, главный инженер компании. Строительство было поручено компании Eiffel et Cie, которую Гюстав Эйфель создал незадолго до этого в 1867 году; инженером, который руководил строительством, был Теофиль Сейриг, соратник Гюстава Эйфеля. Виадук Руза и соседний с ним виадук Нёвьяль были первыми железнодорожными виадуками, построенными Eiffel et Cie, задолго до моста Марии Пии в португальском городе Порту (1877) и виадука Гараби, завершенного в 1884 году. Впервые Эйфель использовал стальную конструкцию для сооружения такой высоты 60 м и, в частности, для строительства двух опор. Однако виадук Гранфей, спроектированный архитектором Фердинандом Матьё и построенный компанией Schneider et Cie в 1857—1862 годах недалеко от Фрибура (Швейцария), над которым работал Вильгельм Нёрдлинг, превосходил его по высоте — 82 метра.
Испытания с подвижным составом были проведены в ноябре 1870 года. После исключительно холодной зимы и окончания Франко-прусской войны линия была открыта 8 марта 1871 года, первоначально только для военных поездов, а 19 июня 1871 года также и для гражданских перевозок.
Виадук Руза был внесён в список исторических памятников 8 декабря 1965 года, как и другой виадук на этой линии — виадук Нёвиаль. Вместе с виадуками Бубле и Белон, внесёнными в список исторических памятников в 2009 году, это четыре виадука на линии, внесённых в список исторических памятников.

## Описание
Общая длина виадука составляет 180,60 м. Металлическое полотно длиной 130 метров состоит из прямой балки с решёткой в виде Андреевского креста. Плита опирается на две металлические опоры. Каждая опора состоит из четырёх цилиндрических колонн, соединённых Андреевскими крестами. Металлические опоры опираются на каменные фундаменты, один из которых установлен в русле реки, а другой — на правом берегу.

## Галерея

Вид на виадук Руза
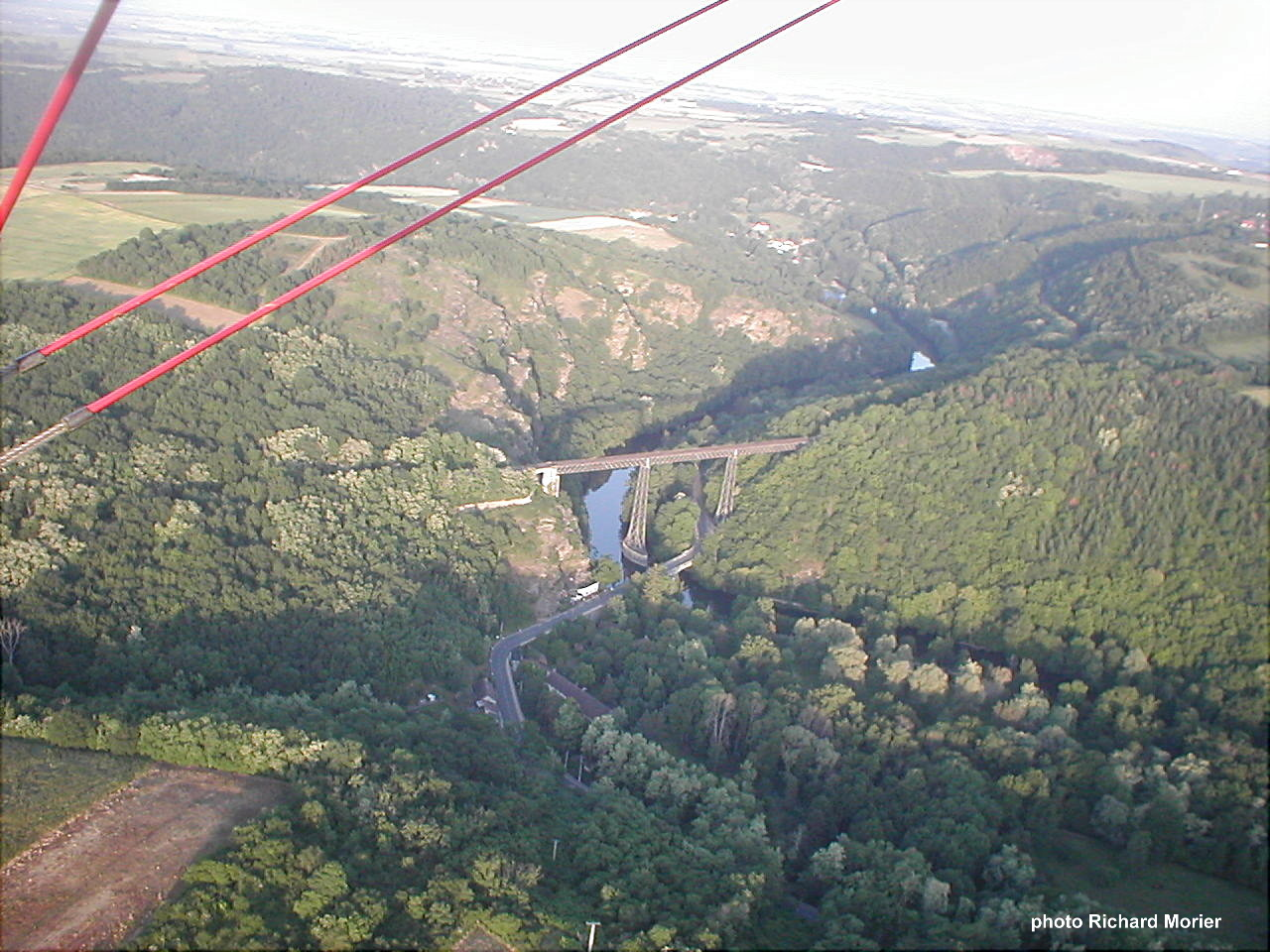
Вид на долину реки Сьюль и виадук
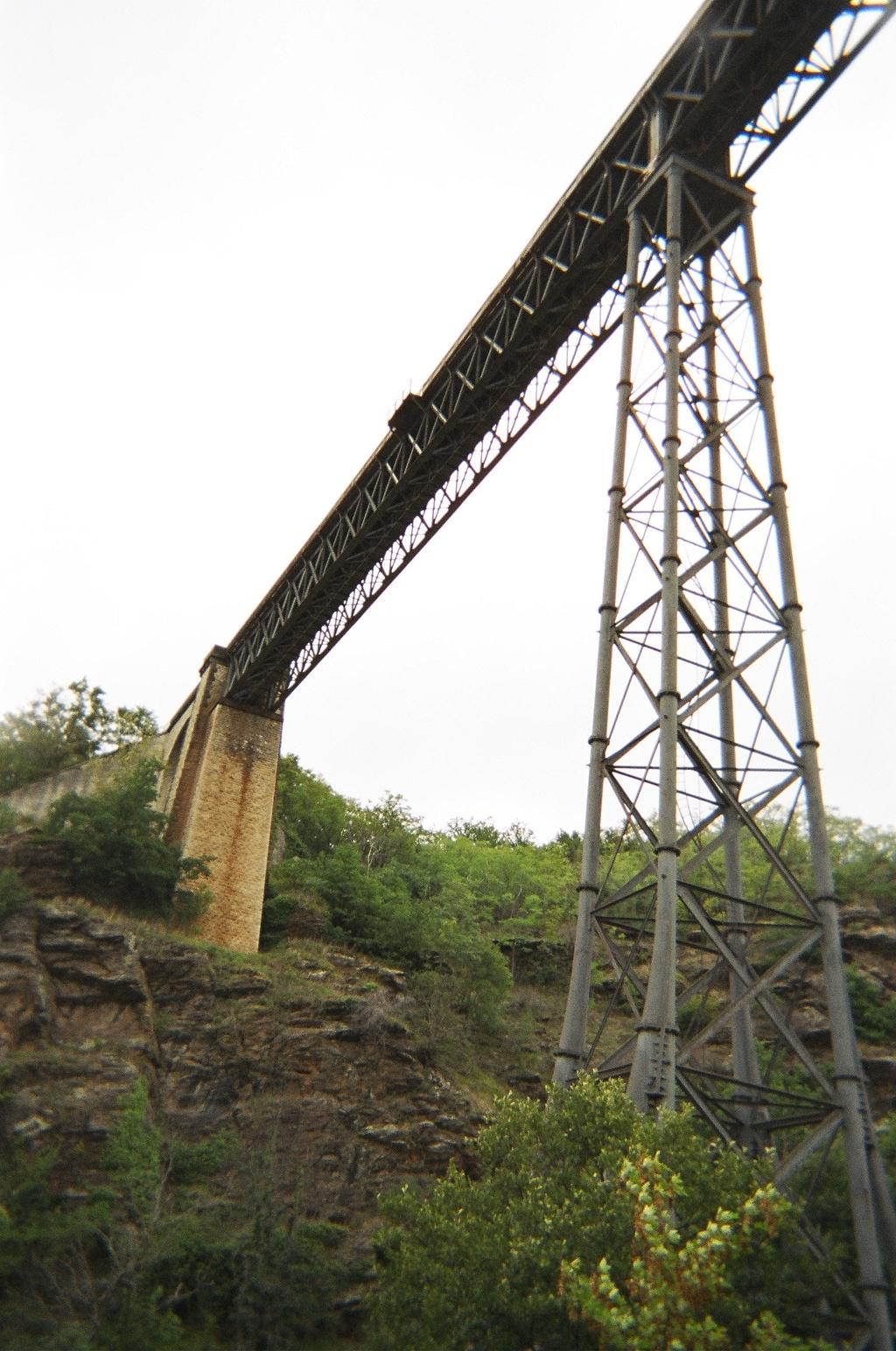
Западные пролёт и опора.
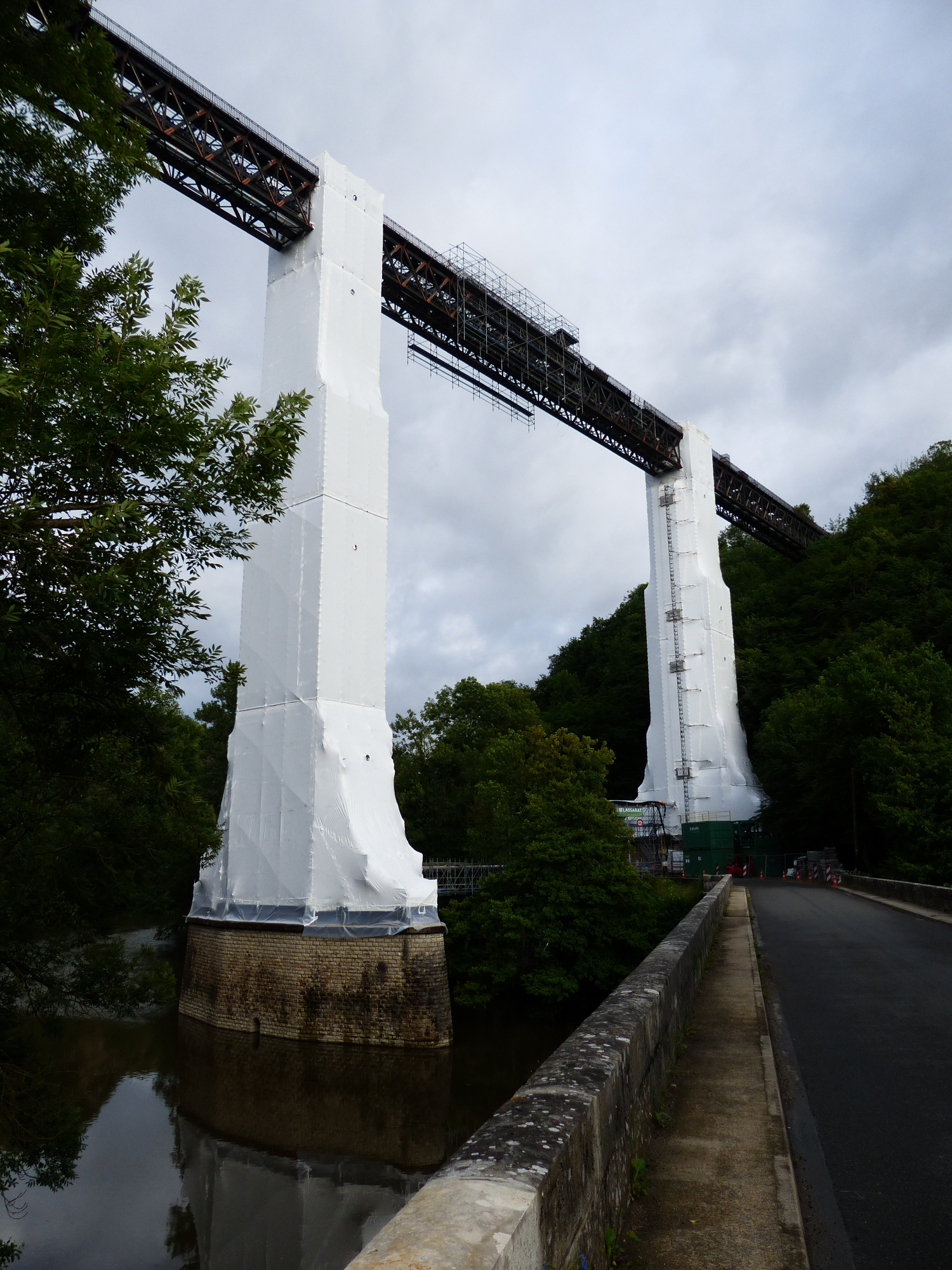
Реставрация в 2013 году.
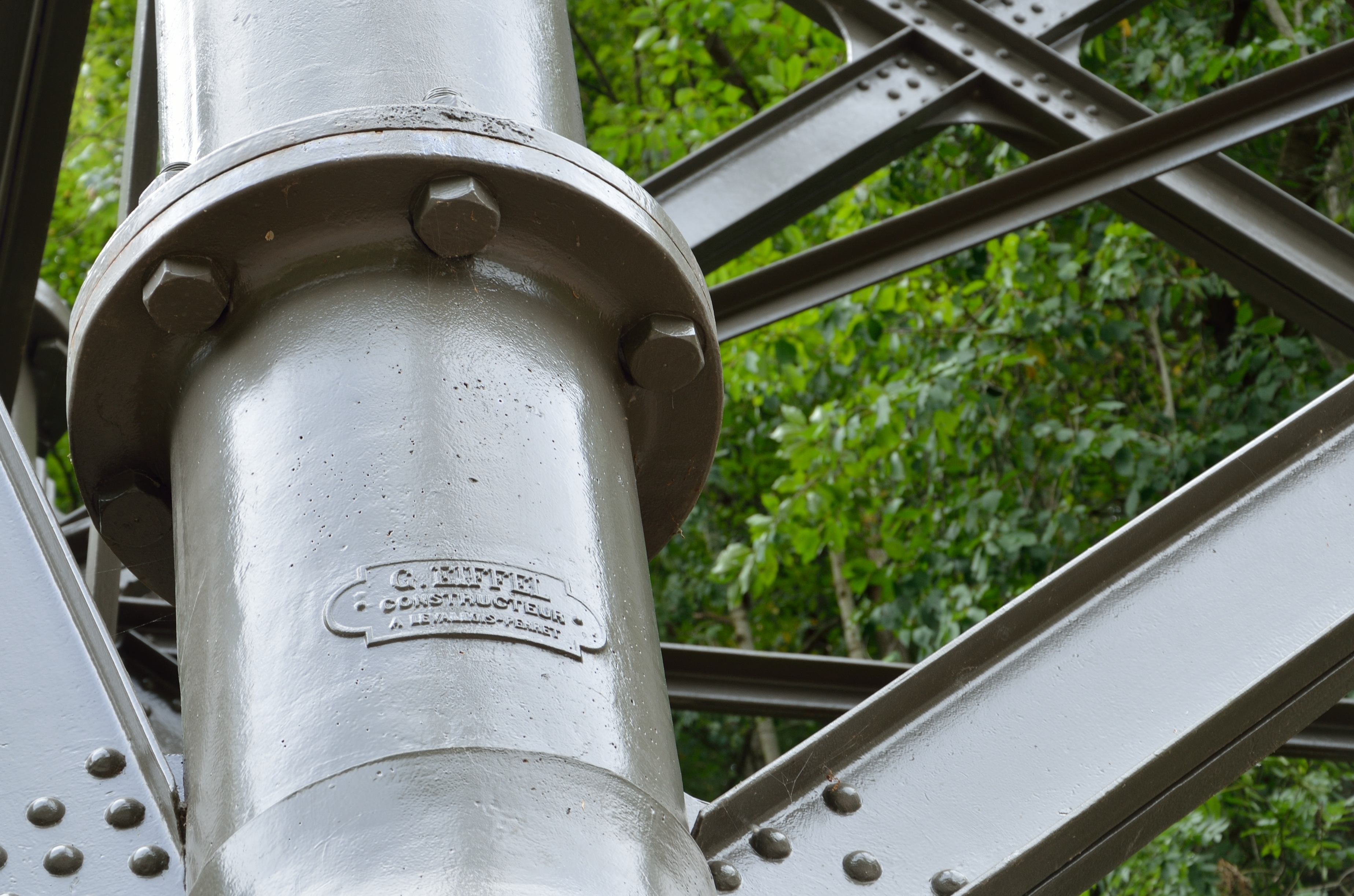
Табличка с названием компании « G. Eiffel constructeur ».